# کلوریندا
کلوریندا (به اسپانیایی: Clorinda) شهری در کشور آرژانتین، استان فورموسا است که در سال ۲۰۰۹ میلادی، حدود ۴۷٬۰۰۴ نفر جمعیت داشته است.